# 无锡蛋糕店被控性侵事件
無錫蛋糕店被控性侵事件是2023年3月在中国大陆江苏省无锡市发生的一起纠纷。

## 事件经过
2023年3月29日9时38分，无锡市公安局110报警电话接到潘某洁(女，30岁)报警，称女儿被嫌疑人蛋糕店店主汤某(男，39岁)猥亵。公安机关调查认为：未发现女孩被人猥亵，汤某无违法犯罪嫌疑，对该起报警不予立案，同时蛋糕店店主及其妻子也将在民事和刑事范围内起诉该母亲诬陷，对自己造成了影响。此外，汤某妻子还呼吁社会职能部门抵制和整顿网络暴力。
2023年5月14日，潘某在社交平台“抖音”创建账号，申诉自己遭到不公平对待“现在的世道没有王法了”。潘某发文称她是一名单亲妈妈，3月中旬在无锡租入一间店铺，3月20日时她一个人带着女儿来到刚租下的店铺里收拾卫生，3月20日到 3月26日期间女儿跟旁边店里的小朋友一起玩耍，这期间被邻居蛋糕店的某成年男性诱导至店里二楼逬行猥亵,3月29日早上孩子说下身很痛肿的厉害她才意识到不对，报警后孩子指认了案发现场二楼，孩子说多次被带去二楼，被“小棒子”弄“拉臭臭”地方，导致肛门破裂，还被打巴掌，被踢了几脚，甚至被恐吓，被袜子放入嘴中对小孩身心受到了严重的伤害，孩子指认地点为蛋糕店铺二楼不对外开放的房间地铺上。潘某宣称这期间她无数次联系警察，却被以各种理由推脱，迟迟不给予立案，有孩子陈述和医院检查单，希望网友能帮忙转发。
5月15日，潘某尝试通过跳楼来引起关注，同年4月16日医院报告显示其女儿感染了急性外阴炎，此时网友已经被激起怒火，网暴蛋糕店店家，包括但不限于恶意在点评软件上打差评、威胁其人生安全等。
5月21日，潘某再次发文称“不留恶魔再继续祸害别人”并且质疑为何监控录像视频有空缺。

## 事件结果
2023年7月11日，警方发布通报表明公安机关向潘某及其女儿询问了解有关情况，并反复实地走访勘查;陪同至无锡市妇幼保健院进行检查，对提取的检材及女孩内衣进行检验鉴定；组织法医、妇儿科专家、儿童心理学专家对女孩进行会诊。同时，对汤某经营的蛋糕店、附近沿街店铺和周边区域所有点位视频监控进行全量调取，逐帧回看3月20日至3月28日总时长达620小时的监控视频；对警情现场周边52人进行走访调查；对汤某多次询问，并对其3月20日至28日期间的出行消费记录、视频轨迹、店内及周边监控、相关电子数据进行全面调查勘验。结果是女孩体内及所穿内衣未检出男性DNA。女孩下身“稍红、潮红”诊断为幼儿外阴炎；肛裂诊断时间为4月18日，是在潘某洁报警后20天，排除在3月29日前形成。视频监控查看没有发现汤某和女孩有可疑接触。针对蛋糕店内监控出现视频片段“缺失”的情况，经监控设备生产厂商和相关专家勘验认定，该设备设置为移动侦测录像，画面内无明显移动物体时设备自动停止摄录，同时通过技术论证排除视频被修改或删除可能。经儿童心理学专家详细观看女孩接受警方询问和民警陪同其在蛋糕店内调查走访视频，结合女孩语言、动作、情绪等表现认为：3岁儿童不具备完整的主述能力，容易在外界引导下作出“有”或“没有”的选择性回答，无法判断其表述的准确性。女孩到蛋糕店“指认”和被询问时，状态稳定、行为正常，未表现出任何抵触抗拒情绪，不符合儿童遭受性侵害后的应激反应。

## 事件后续
2023年7月11日，潘某发文称“假作真时真亦假”。
2024年4月，江苏省无锡市惠山区人民法院作出判决，潘某洁需停止对蛋糕店老板的侵害并公开道歉，同时赔偿蛋糕店老板汤某6万元。
2024年8月15日，名誉权纠纷案二审在无锡市中级人民法院开庭，未当庭宣判。

## 事件争议
根据潘某介绍，汤某表示其於2023年3月26日至3月30日，并未出现在无锡而是回了湖北老家，有来往车票为凭。但潘某之后认为，其女被猥亵应发生在3月20日至25日之间，承认是因发现其女反常行为而误认为事件发生在3月28日。